# 1 Batalion Dowodzenia i Zabezpieczenia
1 batalion dowodzenia i zabezpieczenia „Ziemi Świeckiej” (1 bdowizab) – jednostka wchodząca w skład 1 Pomorskiej Brygady Logistycznej, dyslokowana w Bydgoszczy.
Batalion powstał w 2004 roku, a jego głównym zadaniem jest zabezpieczenie funkcjonowania Dowództwa 1 BLog oraz szkolenie żołnierzy na potrzeby sił stabilizacyjnych i pokojowych, którzy służą poza granicami kraju. 17 września w Świeciu nad Wisłą na Dużym Rynku odbyła się uroczystość wręczenia batalionowi sztandaru. Pomysłodawcą i przewodniczącym Społecznego Komitetu Fundacji sztandaru był burmistrz miasta Tadeusz Pogoda. Burmistrz i Marzena Kempińska – Starosta Świecki zostali rodzicami chrzestnymi. Sztandar dowódcy batalionu w imieniu Prezydenta RP wręczył wiceminister Obrony Narodowej Janusz Zemke.

## Tradycje
- Decyzją Nr 241/MON/PSSS Ministra Obrony Narodowej z dnia 3 sierpnia 2005 wprowadzono odznakę pamiątkową batalionu[3].
- Decyzją Nr 279/MON Ministra Obrony Narodowej z dnia 24 sierpnia 2005 ustalono święto batalionu w dniu 17 września[1].
- Decyzją Nr 408/MON Ministra Obrony Narodowej z dnia 8 listopada 2010 wprowadzono oznakę rozpoznawczą jednostki[4].

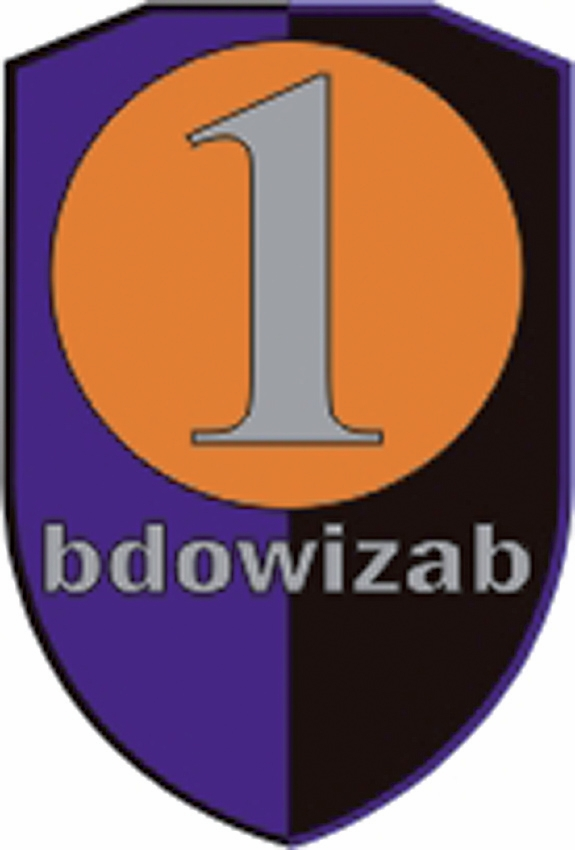
Oznaka rozpoznawcza